# Перплексус

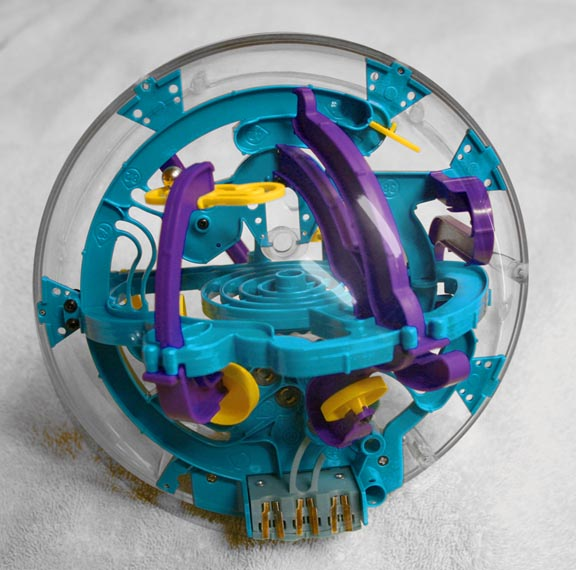
Перплексус

Перплексус (ранее известный как Суперплексус) — разновидность 3D-головоломки, представленной в виде шара-лабиринта, основные элементы которого заключены в прозрачную пластиковую сферу. Поворачивая сферу, игроки пытаются маневрировать небольшим стальным шариком через сложный лабиринт, состоящий из 100—130 шагов вдоль узких пластиковых дорожек. Кроме того, некоторые из шагов предусматривают опускание шарика в чашку или небольшой канал. Существует несколько препятствий различной сложности, которые нужно преодолеть, чтобы дойти до конца.
Права на выпуск игрушки были приобретены компанией LLC в 2008 году. В 2009 году компания ООО «Busy Life» стала лицензированным производителем серии Перплексусов. Дистрибьютором стала компания ООО «Spin Master». С 2009 года игрушка доступна в Интернете.
Виды Перплексусов:
Perplexus Original — самый обычный и незамысловатый Перплексус.
Perplexus Epic — самый сложный из Перплексусов.
Perplexus Warp — перплексус нестандартной формы.
Perplexus Rookie — перплексус оригинальной цветовой гаммы, приятной для глаз.
Perplexus Twist — помимо основной задачи нужно еще и соединять лабиринт.
Perplexus StarWars — шар выполнен в стиле космической станции «Звезда Смерти».

## История
Идея сделать Шар-лабиринт родилась у преподавателя трехмерного дизайна Майкла Макгинниса еще в конце 1970-х годов. Он придумал его как проект для своих уроков по искусству. Мечтая о том, что когда-нибудь его идея может превратиться в занимательную игрушку, он и не догадывался, что эта задумка превратится в многолетнюю одиссею выведения игрушки на мировой рынок. 
После почти 20 лет работы в собственной мастерской Майкл познакомился с изобретателями из компании "KID Group", являющейся одним из ведущих инновационных центров в отрасли производства игрушек. Они заинтересовались идеей Майкла и решили помочь ему в осуществлении мечты. Так началось сотрудничество в области совершенствования дизайна и эргономики игрушки с целью превратить ее в товар, который хотели бы приобрести все. В итоге на свет появилась забавная игрушка с многообещающим и громким названием Superplexus.
Однако судьба приготовила для Майкла Макгиниса и его друзей из “KID group” долгий путь к успеху. Просуществовав какое-то время на рынке и пережив еще серию доработок, Superplexus был снят с производства. Но это еще не конец истории...  
В 2008 году группа энтузиастов предложила компании "KID Group" продать лицензию на производство и торговлю Superplexus. Таким образом, американская компания "Busy Life, LLC" приобрела права на Superplexus и, после некоторых изменений, запустила на рынок новый продукт под названием Перплексус (Perplexus примерно переводится как озадачивающий, завораживающий, сложный). И вот, именно Perplexus стал той самой знаменитой игрушкой, об успехе которой мечтал Майкл в самом начале и которую сейчас знает весь мир.
Майкл Макгиннис создал еще и гигантские копии своего оригинального творения, которые он называет Superplexus. Сделанные вручную и только на заказ изделия действительно удивительны.
Одним из наиболее важных этапов для Перплексуса стал 2009 год, когда "Busy Life" выставляла его на Нью-Йоркской ярмарке игрушек. Именно там владелец канадской компании "PlaSmart" впервые увидел и пришел в восторг от этой необычной игрушки. Вскоре "PlaSmart" и "Busy Life" заключили договор о распространении Перплексус по всему миру силами PlaSmart. Продавцы и покупатели были в восхищении, Перплексус был воспринят на ура. Сегодня "Busy Life", "KID Group" и изобретатель Майкл Макгиннис продолжают тесно сотрудничать в области разработок новых занимательных игрушек. Недавно лицензию на выпуск игрушек приобрела крупнейшая канадская компания Spin Master.